# Lass die kleinen Dinge (Lied)
Lass die kleinen Dinge ist ein deutschsprachiges Neues Geistliches Lied des Schweizer Sängers Alfred Flury (1934–1986) aus dem Jahr 1964; Musik und Text stammt ebenfalls von Flury. Das Lied erreichte Platz eins der österreichischen Charts.

## Entstehung
Alfred Flury ist sowohl Komponist als auch Textdichter. Bei der Gesellschaft für musikalische Aufführungs- und mechanische Vervielfältigungsrechte ist das Lied unter der GEMA-Werk.-Nummer 467817-001 eingetragen, als Originalverlag ist Capriccio Musikverlag Edition angegeben. Bei der GEMA-Werk.-Nummer 467817-002 ist Friedel Wende als Bearbeiter angegeben. In der Liederdatenbank Strehle ist als zusätzlicher Textautor Herbert Masuch (* 1929) angegeben. Laut dieser Liederdatenbank ist das Thema des Liedes die Evangelisation.

## Musik
Das Lied weist 27 Takte pro Minute und 108 Schläge pro Minute auf und gilt als Rumba.

## Liedtext
Der Liedtext erinnert daran, dass es „ein Ziel“ gebe, „welches Gott für dich gegeben“ habe. Wenn Gott rufe, dann müsse man „gehen, vielleicht schon bald“. „Jeder Tag“ sei „ein neues Abenteuer“, doch oft vergesse man „die Liebe und das Ziel“. Im Refrain wird erinnert, dass man die „kleinen Dinge lassen“ und sich „Zeit nehmen“ soll.

## Veröffentlichung
Lass die kleinen Dinge wurde 1964 als B-Seite der Single Ich will an deiner Seite geh’n veröffentlicht. Sie erschien im Musiklabel Philips unter der Katalognummer 345 695 PF und der Rechtegesellschaft Gesellschaft für musikalische Aufführungs- und mechanische Vervielfältigungsrechte in Deutschland, zudem als Monophonie. Die Pressung der in der Schweiz veröffentlichten Schallplatten erfolgte durch die Turicaphon AG.
Im selben Jahr war Lass die kleinen Dinge auf dem Extended-Play-Album Ich will an deiner Seite geh’n, das vier Lieder umfasste, die von Flury geschrieben worden waren. Als Rechtegesellschaft fungierte die Gesellschaft für musikalische Aufführungs- und mechanische Vervielfältigungsrechte. Es erschien im Musiklabel Philips unter der Katalognummer 423 497 PE. Die in Österreich veröffentlichten Schallplatten wurden durch die Polyphon Schallplatten Ges. mbH gepresst, der Druck geschah durch Menzel Druck. In der Schweiz wurde das Album im September und im November 1964 veröffentlicht. Bei beiden in der Schweiz veröffentlichten Versionen fungierte als Rechtegesellschaft Bureau International de l’Edition Mecanique. 1965 wurde das Album in Deutschland als Monophonie und Stereofonie als Neuausgabe veröffentlicht.
Lass die kleinen Dinge wurde 1965 auf dem gleichnamigen Album veröffentlicht. Es erschien im Musiklabel Philips unter der Katalognummer 843 749 PY. Das Foto auf der Schallplattenhülle stammte von Joe Niczky, als Rechtegesellschaft fungierte die Gesellschaft für musikalische Aufführungs- und mechanische Vervielfältigungsrechte. Die Ausgabe als Stereofonie wies ein geändertes Design der Hülle auf. Im Jahr darauf wurde das Album neu herausgegeben. Das Album erschien zudem im Musiklabel Fontana Records im Rahmen der Albenserie Fontana Special unter der Katalognummer 6434 153 (Druck: Druckhaus Maack KG) sowie in der Schweiz im Musiklabel Ex Libris unter der Katalognummer SG 6707 unter dem Titel Seine Lieder unter der Rechtegesellschaft Bureau International de l’Edition Mecanique.
Im Jahr 2008, 22 Jahre nach dem Tod Flurys, war das Lied Lass die kleinen Dinge auf dem Kompilationsalbum Mit Gitarre und Sonnenrad, das in der Schweiz in den Musiklabels Weltbild (Katalognummer: 216.014, HF) und Consultants GmbH (Katalognummer: HF 160434) auf Compact Disc erschien. Als Rechtegesellschaft fungierte die SUISA. Dies die erste und bis dato einzige Compact Disc sowie die einzige bis dato erschienene Kompilation mit Liedern Flurys.

## Chartplatzierungen
In Österreich erreichte das Lied als B-Seite 1964 Platz eins der Charts und war zwei Monate in den Charts vertreten. Das Lied war somit nach Gib mir dein Wort von Freddy Quinn das zweite Nummer-eins-Lied nach der Einführung der österreichischen Charts. Am 15. Juni 1964 stieg das Lied auf Platz vier in die Charts und lag hinter Komm, gib mir deine Hand (die deutsche Version von I Want to Hold Your Hand) von The Beatles und vor Oh My Darling Caroline von Ronny. Bei der nächsten Auswertung am 15. Juli 1964 erklomm Lass die kleinen Dinge die Spitze der Charts vor Napoli von Connie Francis. Bei der Auswertung am 15. August 1964 lag das Lied erneut auf Platz eins, vor Wo gibt es noch Freunde von Freddy Quinn.
| ChartsChartplatzierungen | Höchstplatzierung | Monate |
| ------------------------ | ----------------- | ------ |
| Österreich (Ö3)          | 1 (3+ Mt.)        | 3+     |

## Coverversion
Der österreichische Musiker Werner Reischl (* 1951) veröffentlichte Lass die kleinen Dinge 1984 auf seinem Album Sing mit mir ein Halleluja (Die neuen religiösen Lieder), das im Musiklabel Amadeo unter der Katalognummer 823 560-1 im Rahmen der Albenserie Die Neuen Religiösen Lieder erschien. Auf dem Album war unter anderem noch das Lied Von guten Mächten treu und still umgeben. Das phonographische Copyright sowie das Copyright lag bei der Amadeo Österreichische Schallplatten Ges.m.b.H., der Druck geschah durch Menzel Druck. Aufgenommen wurde das Album im Tonstudio White Star und im Tonstudio Regenbogen. Die Veröffentlichung erfolgte durch Josef Weinberger Musikverlagszentrum Wien, Burckardthaus-Verlag, Neue Stadt, Gustav Bosse Verlag, Cappriccio-Musikverlag, Christian Kaiser Verlag und Peter Jannsens. Arrangeur war Michael Bewe, die Choraufnahmen stammten vom Chor der Pädagogischen Akademie der Diözese Graz-Seckau, Dirigent war Josef Pöschl, die Covergestaltung übernahm Josef Wittmann. Musiker waren Gotthelf Orthacker (Schlagzeug), von Wolfgang Beisser (Gitarre), Michael Reischl (Gitarre, Keyboard), Gerd Schuller (Keyboard), Irmgard Schuller (Flöte), Hannes Lackner (Trompete). Tonmeister waren Bernd Reischl und Michael Reischl, die Aufnahmeleitung übernahm der Sänger Werner Reischl. Als Rechtegesellschaft fungierte Austro Mechana.